# Avellaneda (Buenos Aires)

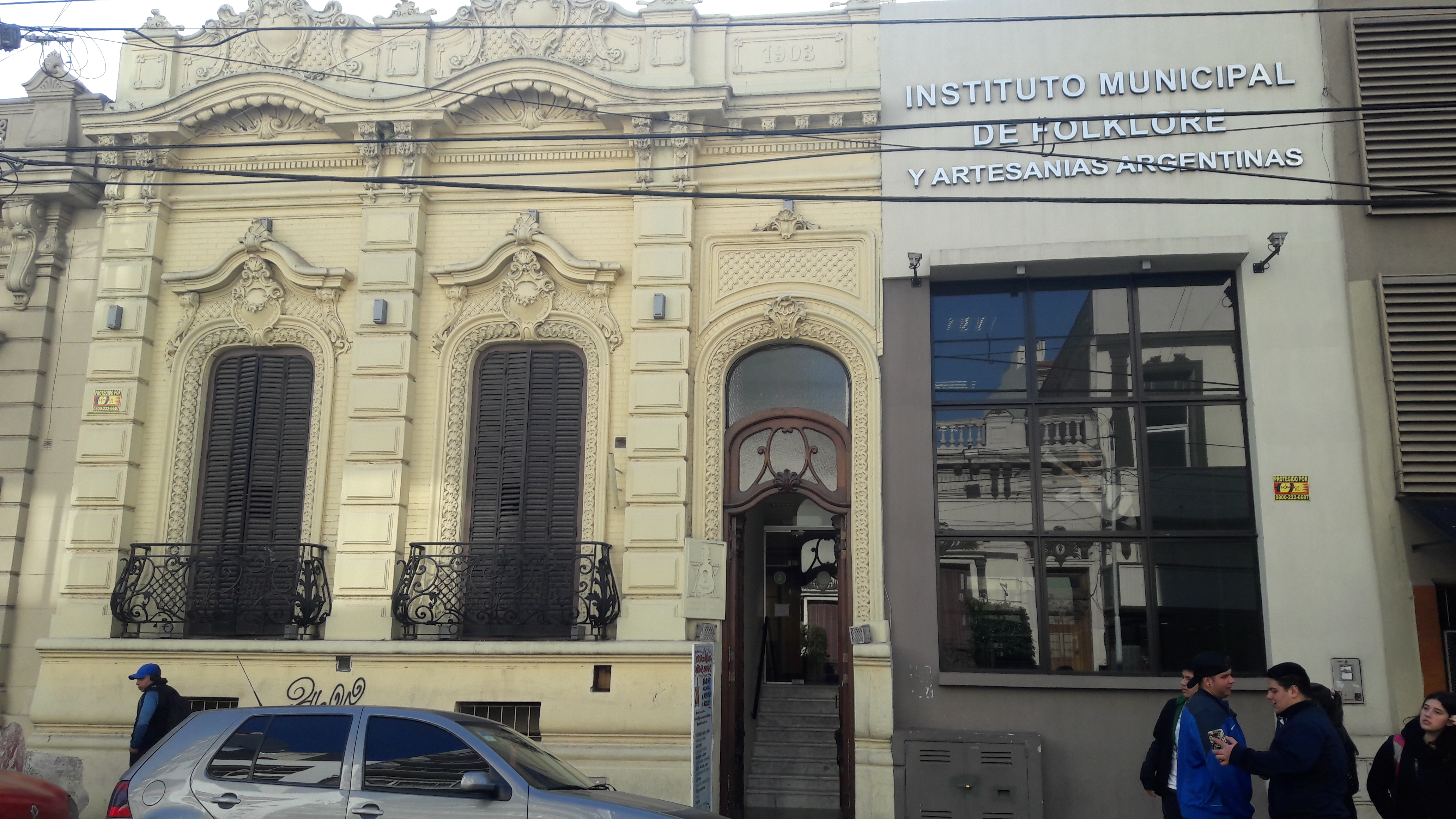
Frente del viejo y nuevo Instituto Municipal de Folklore.

Avellaneda es una ciudad argentina, cabecera del partido homónimo de la Provincia de Buenos Aires. Se encuentra ubicada en la zona sur del Gran Buenos Aires, en la costa del Río de La Plata.

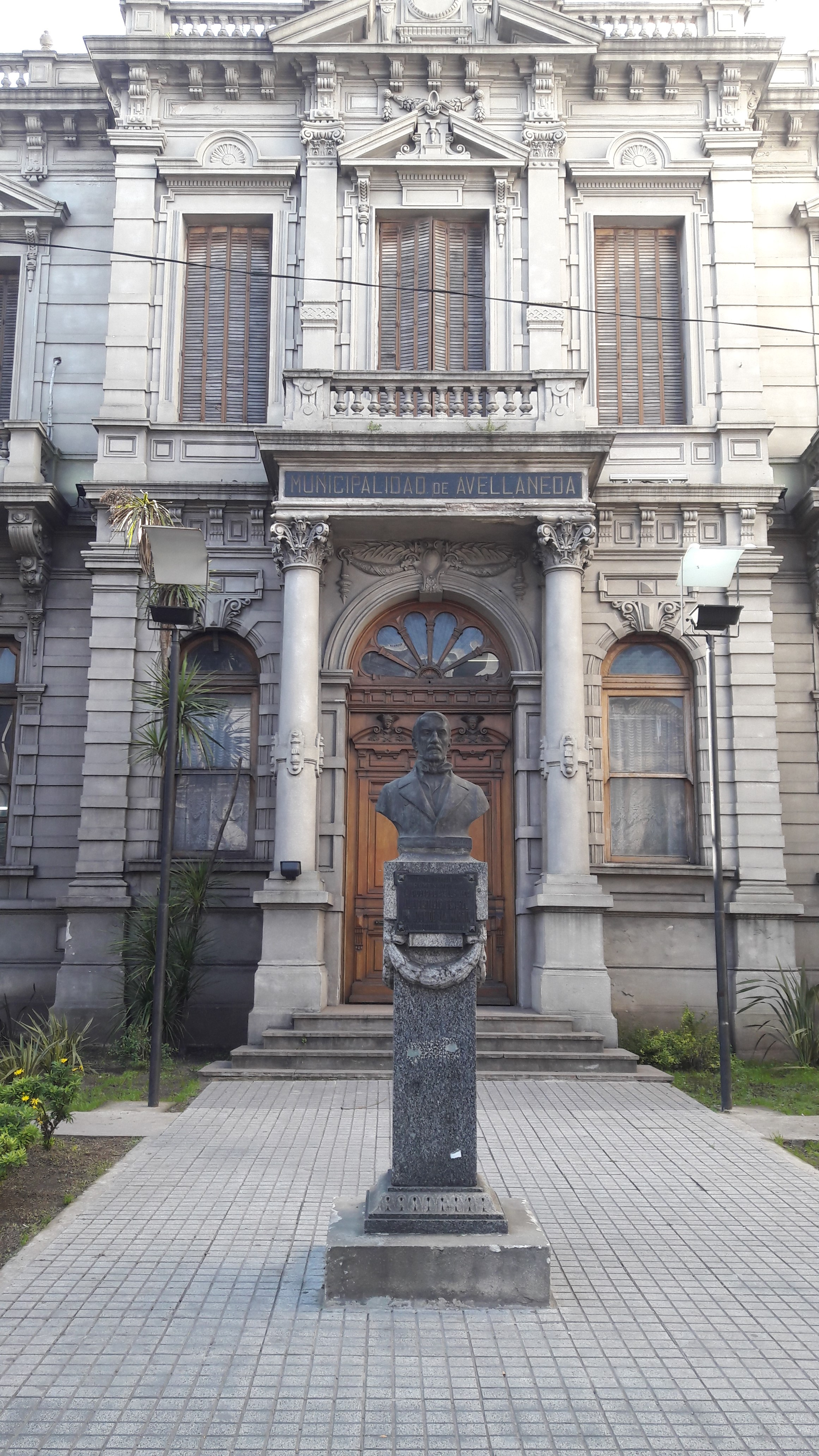
Frente del ex palacio municipal de Avellaneda. Homenaje al General Don José de San Martín.

La que fue Barracas al Sud está separada al norte por el Río de la Plata y la separa de la Ciudad Autónoma de Buenos Aires. Al este limita con Dock Sud, al oeste con Piñeyro y Gerli y al sur con Sarandí.
La ciudad de Avellaneda cuenta con dos clubes de los denominados grandes del fútbol argentino y ambos campeones de América y del Mundo: Racing Club y el Club Atlético Independiente. Ambos poseen sus respectivas sedes sociales, colegios y sus estadios dentro de la ciudad.
Fue durante el XX el más importante polo de la industria metal-mecánica del país, como también un enclave ferroviario muy importante, hasta el advenimiento de la dictadura cívico-militar del periodo 1976-1983, sufriendo entonces un decaimiento concordante con la destrucción de la industria nacional. Un ejemplo de este proceso se puede leerse en la historia de Siam Di Tella, una de las más grandes empresas instaladas entonces en Avellaneda.

## Accesos
La principal arteria vial es la avenida Presidente Bartolomé Mitre, que comienza en el Puente Pueyrredón y termina en el Triángulo de Bernal. Este puente es el de mayor tránsito entre Avellaneda y ciudad de Buenos Aires, ya que se continúa en la Avenida 9 de Julio. Además hace intersección en este puente con la Avenida Hipólito Yrigoyen (ex Pavón) hacia el suroeste, conectando varios partidos (Lanús, Lomas de Zamora, Almirante Brown, Presidente Perón).
Las principales líneas de colectivo son las líneas 10 17 22 24 33 37 45 51 74 79 85 93 95 98 100 129 134 148 154 159 178 247 271 277 293A 293B 295 373 421 570

## Población
El partido de Avellaneda cuenta con una población de 342.677 habitantes, de los cuales el 52,6% son de sexo femenino y 47,4% masculino.

## Historia
Su nombre original fue Barracas al Sud.
- 1620, iniciada la colonización de las tierras del Partido de Avellaneda tras refundar la ciudad de la Trinidad y puerto de Buenos Aires por Juan de Garay, se las concede al Adelantado Juan Torres de Vera y Aragón.
- 1731 por orden de la autoridad se instalan barracas sobre el "Puerto del Riachuelo" que era fondeadero y puerto natural. Estas barracas se hallaban diseminadas a lo largo de las riberas del Riachuelo y transmitieron el nombre al lugar en que se encontraban establecidas.
- 1750, la zona cercana al Riachuelo adquiere características comerciales, ya tiene gran número de barracas.
- 1784 las tierras pertenecían al "Pago de la Magdalena", dividido en tres partidos: San Vicente, Magdalena y Quilmes, y desde entonces estas tierras forman parte del Partido de Quilmes hasta mediados del siglo XIX.
- 1791 se levanta en las inmediaciones el "Puente de Gálvez", el primero sobre el Riachuelo.
- 1817 se construye una capilla a orillas del Riachuelo.
- 1839 se da permiso para decir misa en la "Capilla del Italiano" cercana al puente, lo que fue otorgado.
- 1850 se radican saladeros.
- 1852 estos integrantes y presidida por el juez de paz de la Serna, se constituye la primera Municipalidad local el 17 de febrero de 1856. El Gobierno Provincial expide un decreto del 10 de octubre, aceptando el increíble desorden urbanístico del momento, respetando las construcciones existentes y ordenando a las nuevas a ajustarse a la nueva traza. La importancia alcanzada por el nuevo centro de población y sus alrededores, hicieron que se erigiera el partido de Barracas al Sud, origen a su vez del de Avellaneda. Barracas al Sud estaba formado por los actuales partidos de Avellaneda, Lanús y Lomas de Zamora, además de la ciudad de Adrogué. El partido nace como "Villa Constitución" pero el nombre no fue adoptado.
- 23 de octubre de 1895 el pueblo es declarado ciudad.
- 25 de marzo de 1903 se funda el Racing Club.
- 11 de enero de 1904 se promulga la ley que dan al Partido y a su ciudad cabecera el nombre de Avellaneda en homenaje al expresidente de la Nación, Nicolás Avellaneda.
- 1 de enero de 1905 se funda el Club Atlético Independiente.
- 28 de noviembre de 1973 se convierte en una de las cuatro ciudades del mundo, junto a Milán de Italia, Madrid de España y Montevideo de Uruguay, en albergar a dos clubes campeones del mundo, tras la obtención de la Copa Intercontinental 1973 por parte de Independiente, y la Copa Intercontinental 1967 por parte de Racing.
- 27 de noviembre de 2020, el Senado de la Nación declaró al partido de Avellaneda como la Capital Nacional del Fútbol.

## Cultura
Luz que muere, la fábrica parece un duende de hormigón
y la grúa, su lágrima de carga inclina sobre el dock.

Amanece, la avenida desierta pronto se agitará.
Y los obreros, fumando impacientes, a su trabajo van.
Sur, un trozo de este siglo, barrio industrial.
"Avellaneda Blues", Manal, 1970.

- Casa de la Cultura.

- Teatro Municipal Roma, teatro inaugurado el 1 de octubre de 1904. Conocido antiguamente como "Teatro del Sur".[5]

- Teatro Colonial.

- Auditorio José Rodríguez Fauré.

- Escuela de Música Popular de Avellaneda (EMPA), creada en 1987 con el nombre de Primera Escuela Argentina de Música Popular.

- Centro Cultural Mercado / Antonio Hugo Caruso.

A excepción del Instituto Municipal de Cerámica de Avellaneda (IMCA) -que se encuentra en la ciudad de Sarandí- todos los institutos dependientes de la Dirección de Enseñanza Artística y Extensión Cultural de la Municipalidad de Avellaneda se encuentran en la Ciudad de Avellaneda, y son:
- Instituto Municipal de Educación Por el Arte (IMEPA), creado en 1965 por el profesor Ramón Lema Araujo.
- Instituto Municipal de Arte Fotográfico y Técnicas Audiovisuales (IMDAFTA), creado en 1964.
- Instituto de Arte Cinematográfico (IDAC), creado en 1984.
- Instituto Municipal de Teatro (IMT).
- Instituto Municipal de Folklore y Artesanías Argentinas (IMFAA).
- Instituto Municipal de Artes Plásticas (IMAP).
- Instituto Municipal de Música de Avellaneda (IMMA).
- La Reserva Ecológica Natural Municipal fue inaugurada el 3 de marzo de 2018.

Esta rodeada por el arroyo Sarandí y el canal Santo Domingo, entre la Autopista Buenos Aires-La Plata y el Río de la Plata. Ubicado en la costa de las localidades de Sarandí y Villa Domínico. En la inauguración de la obra se habilitaron 55 hectáreas de las 140 contempladas.
Eco Área es un espacio que presenta diversos tipos de ecosistemas, siendo de esta manera uno de los sitios de mayor biodiversidad de la provincia: 
Más de 180 especies de aves, más de 10 especies de anfibios, con 30 especies de libélulas, y la presencia de ceibos.
Debido a la gran cantidad de inmigrantes que arribaron a la Argentina en el siglo XX, existen diversas asociaciones que agrupan distintas colectividades por toda la ciudad:
- Asociación Ucraniana "Renacimiento", fundada en 1935, se encuentra en la calle Sarmiento 469.
- Prosvita Filial Avellaneda

## Turismo
- Centro Municipal de Arte: Un ediﬁcio de dos pisos con cinco salas para exposiciones, espacios para talleres, estudios de grabación equipados con la última tecnología y una sala central multimedia dedicada a los espectáculos. Tiene un programa de Muestras realizadas principalmente por artistas de Avellaneda, que se renuevan todos los meses.
- Parque Multiproposito "La Estacion": Un parque de cuatro hectáreas en tierras anteriormente utilizadas por el Ferrocarril Provincial, y que fue recuperado como un espacio para interactuar y divertirse, con instalaciones como plazas infantiles, un canil de 300 metros cuadrados, una bicicenda de 550 m., áreas verdes de paseo y descanso, zonas lúdicas y recreativas para todas las edades.
- Teatro Municipal "Roma": Una joya cultural y arquitectónica, inaugurado el 10 de octubre de 1904 y por donde pasaron grandes figuras como Carlos Gardel, Lolita Torres, Miguel Ángel Estrella, Alfredo Alcón, Pepe Soriano, China Zorrilla, entre otros. En los últimos años el municipio realizó una restauración integral del antiguo teatro.
- Alto Avellaneda Shopping Mall
- Paseo Las Flores ( Wilde )

## Seguridad
El municipio de Avellaneda esta bajo jurisdicción de la Policía de la Provincia de Buenos Aires, que cuenta con 7 comisarías en el distrito.
- 1º Avellaneda, Lavalle 158

- 2º Piñeyro, Giribone 495
- 3º Dock Sud, Debenedetti y Huergo
- 4º Sarandí, Luján 15
- 5º Wilde, Lincoln 393

- 6.º Gerli, Carabelas 1151

- 7.º Villa Corina, C. Oyuela y Casacuberta

- Jefatura Distrital, F. Onsari 1820

Además, desde el año 2019, en la ciudad funciona el cuerpo de "Cuidadores Ciudadanos", compuesto por 300 agentes civiles que se encargan de arbitrar, ordenar y mediar ante conflictos y emergencias, para proteger los recursos públicos y articular en los casos que lo demanden con otras agencias del Estado. Los agentes se movilizan en camionetas "Fiat Partner" de color verde.
Avellaneda cuenta con más de 700 cámaras monitoreadas desde dos centros de monitoreo, uno central ubicado en la Av. Bartolome Mitre 2615, junto al polo judicial y otro más pequeño ubicado en el Parque Dominico. Por otro lado en los últimos años la municipalidad instaló en varios barrios Alarmas Comunitarias que son activadas desde los celulares a través de la aplicación "Alarma Comunitaria Avellaneda".

## Salud
Avellaneda, también cuenta con una gran variedad de hospitales, clínicas y unidades Sanitarias como:
- El hospital Interzonal de Agudos, Pedro Fiorito. Dirección: Av. Belgrano 851.
- Hospital interzonal gral de agudos, Presidente Perón
- Hospital provincial Dr. Eduardo Wilde
- El Sanatorio Profesor Itoiz. Dirección: Alsina 174/182.
- La Clínica Avellaneda. Dirección: J. B. Palaa 325
- Unidad de Pronta Atención "Wilde"

## Educación
En la Ciudad de Avellaneda se encuentran varios colegios, tanto privados como públicos y asimismo la Universidad Nacional de Avellaneda, fundada en 2009.

### Colegios públicos
- Escuela Normal Superior Próspero Alemandri (ENSPA)
- Escuela de Educación Secundaria N.º 3 "José Manuel Estrada"
- Escuela de Educación Secundaria Técnica N.º 6
- Escuela de Educación Secundaria Técnica N.º 7 "José Hernández"
- Escuela de Enseñanza Media N.º 13 "ENCA"
- Escuela N.º 22 "Juan Bautista Alberdi"
- Escuela de Enseñanza Media N.º 14 "Roberto Noble"
- Escuela de Educación Secundaria Técnica N.º 5 "Dr. Salvador Debenedetti"
- Escuela de Educación Secundaria Básica N.º 11 "Simón Bolívar"
- Escuela de Educación Secundaria Técnica N.º 2 "Enrique Mosconi"
- Escuela Técnica N.º 8 " Ángel Gallardo"
- Escuela de E.E.P. N.º 7 "Mariano Moreno"
- Escuela de Educación Primaria N.º 5 "Fragata Sarmiento"
- Instituto Modelo del Sur Avellaneda
- Escuela Primaria N.º 64 "Crisólogo Larralde"
- Escuela de Educación Primaria N.º 3 "Carlota Dominico"
- Escuela de Educación Primaria N.º 15 "María Sánchez de Thompson"
- Escuela Técnica N.º 4 "Dr. E. Longobardi"
- Escuela de Enseñanza Media N.º 9

### Colegios privados
- Instituto San Ignacio
- Colegio Françoise Dolto
- Colegio Don Bosco
- Colegio Instituto French
- Colegio Pío XII
- Colegio Mariano Moreno
- Colegio San Martín
- Colegio María Auxiliadora
- Colegio Madre de la Misericordia
- Instituto Adventista de Avellaneda (IADA)
- Instituto Avellaneda
- Instituto Federal Nicolás Avellaneda (enseñanza para adultos)
- Escuela Primera Huella. (Centro educativo)
- Colegio San Patricio
- Colegio Racing Club
- Instituto Salvador Soreda
- Instituto Alfonsina Storni
- Instituto San Pablo
- Instituto Cristo Rey
- Colegio Modelo Sara Eccleston
- Colegio Club Atlético Independiente
- Instituto Mariano Moreno
- Colegio Modelo John F. Kennedy
- Instituto Dolores Rodríguez Sopeña
- Instituto Padre Berisso
- Colegio Santo Tomás
- Colegio Inmaculada Concepción
- Instituto Ntra. Señora de Loreto
- Colegio Modelo Pablo Picasso
- APANAU (Contención, desarrollo e incentivo del niño con autismo)
- Alas "Niños con trastornos del espectro del autismo"
- Colegio Padre Vicente Sauras

### Universitarios y terciarios
- Instituto Superior de Formación Docente N.º 1 (ISFD 1)
- Instituto Superior de Profesorado Pío XII (Beruti 75).
- Universidad Nacional de Avellaneda (UNDAV). Dirección: 12 de octubre 463
- Instituto de Arte Cinematográfico de Avellaneda
- Escuela de Música Popular de Avellaneda
- Universidad de Buenos Aires - CBC Avellaneda
- Universidad Tecnológica Nacional, Regional Avellaneda
- Imdafta